# Preston (Minnesota)
Pour les articles homonymes, voir Preston.
La ville américaine de Preston est le siège du comté de Fillmore, dans l’État du Minnesota. Sa population s’élevait à 1 325 habitants lors du recensement de 2010, estimée à 1 305 habitants en 2016.

## Source
- (en) Cet article est partiellement ou en totalité issu de l’article de Wikipédia en anglais intitulé « Preston, Minnesota » (voir la liste des auteurs).